# Донецька республіка (організація)
«Донецька республіка» (рос. Донецкая республика) — проросійський сепаратистський політичний рух, що діє в Донецькій області України. 6 грудня 2005 року було засновано міську, а 9 грудня — обласну організацію. Діяльність «Донецької республіки» в Україні заборонено.

## Інформація
Суспільно-політична організація «Донецька республіка» виникла наприкінці 2005 року як відповідь на прихід до влади команди Віктора Ющенка та впровадження ним розвитку проукраїнських ідей. 6 грудня 2005 року під керівництвом Андрія Пургіна, Олександра Цуркана та Олега Фролова було утворено міську організацію «Донецька республіка», а три дні потому за сприяння Геннадія Приткова — обласну. Основною метою членів об'єднання було надання особливого статусу східним областям України з утворенням нащадка Донецько-Криворізької радянської республіки, що існувала протягом місяця у 1918 році. Організація складалася з шести відділень у Донецькій, Луганській, Харківській, Запорізькій, Дніпропетровській та Миколаївській областях.
На початку 2006 р. голова Донецького обласного управління Служби безпеки України Петрулевич Олександр Миколайович вжив заходи по припиненню сепаратистського руху, було ряд затримань, однак до суду справи не дійшли, незважаючи на наполягання з боку СБУ. Згадуючи про цей етап свого життя, Петрулевич зазначив: «Після „помаранчевої революції“ мене призначили начальником Донецького управління СБУ. Тоді в області схожа з сьогоднішнім днем сепаратистська ситуація склалася. Було важко, але ми стабілізували ситуацію за півроку».
З 17 по 22 листопада 2006 року, у дні другої річниці Помаранчевої революції, активісти організації проводили мітинги у Донецьку та збирали підписи за створення Донецької Республіки. Втім, ця ініціатива не була підтримана навіть основним опонентом президента Ющенка Віктором Януковичем.
На початку 2007 року представники «Донецької республіки» провели низку акцій у різних містах східної України, пропагуючи ідеї сепаратизму та федералізації країни. 11 квітня вони розгорнули свої прапори під час мітингу на Майдані Незалежності в Києві. 12 листопада 2007 року, згідно з рішенням Донецького окружного адміністративного суду, діяльність «Донецької республіки» на території України було заборонено, а проти її лідерів порушено кримінальні справи. Втім, організація продовжила існувати підпільно, хоча колишньої активності не виявляла, обмежуючись поодинокими акціями.
9 лютого 2009 року активісти «Донецької республіки» розповсюдили заяву, що віднині Донбас та Херсонська область є «незалежною суверенною російською федеративною державою». Згідно з декларацією про незалежність, носієм та гарантом суверенітету ДР є народ. У жовтні того ж року лідер «Донецької республіки» Олександр Цуркан звинуватив президента Ющенка у підготовці збройного нападу на Кубань, війни з Росією та геноциду росіян. 11 грудня Служба безпеки України завершила розслідування карної справи, за результатами якого троє лідерів організації підлягали засудженню на термін від 2 до 5 років.
1 червня 2012 року члени організації відкрили власне «посольство» у штаб-квартирі «Євразійського союзу молоді» в Москві, де займалися видачею паспортів громадян «Донецької республіки». За словами приймаючої сторони цей крок мав послужити подальшому зміцненню зв'язків жителів Донецької Республіки та решти Росії, справі возз'єднання штучно розділених у 1991 році земель історичної Росії.
4 квітня 2013 року активісти «Донецької республіки» зірвали проведення українсько-американського семінару з IT-технологій через те, що відкривати його мав посол США в Україні Джон Теффт. На думку сепаратистів конференцію було влаштовано для підготовки до революції. Увірвавшись до будівлі культурного центру «Ізоляція», вони штовхали та били охоронців, словесно принижували учасників. Міліція на подібні дії ніяк не відреагувала.
1 березня 2014 року під час проросійських мітингів у Донецьку представники «Донецької республіки» приєдналися до самопроголошеного губернатора Донеччини Павла Губарєва, вимагаючи відставки Андрія Шишацького та штурмуючи будівлю Донецької ОДА. Під стінами адміністрації демонстранти вимагали провести референдум про відокремлення Донбасу зі складу України, спустили з флагштоку прапор України та замінили його російським стягом. 13 березня на антивоєнний мітинг за єдність України напали проросійсько налаштовані активісти. Співробітники органів правопорядку та самооборона Майдану намагалися захистити відхід учасників акції, що дозволила більшості з них покинути площу Леніна. Після відступу основної групи прихильників цілісності України співробітники міліції сховали членів самооборони у свій автобус, які оточили прихильники єднання Донбасу з Росією, котрі попротикали колеса, розбили вікна та закидали машини петардами, розприскавши сльозогінний газ. Міліції вдалося затримати кількох нападників, однак під тиском натовпу їх відпустили. За офіційною інформацію під час сутички від ножових поранень загинула одна особа, 10 осіб госпіталізовано, зокрема, троє доправлені до нейрохірургічного відділення лікарні імені М. Калініна. За інформацією ЗМІ кількість загиблих становить 2-3 особи, кількість постраждалих становить щонайменше 50 чоловік.
19 березня 2014 року Служба безпеки України затримала лідера «Донецької республіки» Андрія Пургіна через підозру в сепаратистській діяльності.